# Forret
En forret er en ret, man får, inden man får hovedretten. En forret mætter lidt, men den skal ikke mætte for meget.
| Mad og drikke | Spire Denne artikel om mad og drikke er en spire som bør udbygges. Du er velkommen til at hjælpe Wikipedia ved at udvide den. |